# Hans Munz (Politiker, 1916)

Der Thurgauer Ständerat Hans Munz (1971)

Hans Munz (* 5. August 1916 in Bottighofen; † 4. März 2013 in Amriswil; heimatberechtigt in Sulgen TG) war ein Schweizer Politiker (FDP) und Rechtsanwalt.

## Biografie

### Familie und Beruf
Hans Munz, Sohn des Landwirts und führenden Mitglieds verschiedener Bauernorganisationen Ernst Munz sowie dessen Ehegattin der Bäuerinnenführerin Anna geborene Altwegg, widmete sich nach dem Erwerb der eidgenössischen Maturität in den Jahren 1936 bis 1942 dem Studium der Rechtswissenschaften an der Universität Zürich, das er 1946 mit der Promotion zum Dr. iur. abschloss. Er trat im Anschluss in Alfred Müllers Anwaltsbüro in Amriswil ein, dessen Leitung er später übernahm. 
Im WS 1936/37 wurde Hans Munz bei Neuzofingia Zürich aktiv. Im SS 1938 und 1939 sowie im WS 1940/41 chargierte er als Präsident, im WS 1938/39, im SS 1939, im WS 1940/41 sowie im SS 1941 als Fechtchargierter. 
Hans Munz heiratete 1947 Hanna, die Tochter des Webermeisters Emanuel Rüger. Nach deren Tod 1982 heiratete er 1984 Mercedes, die Tochter des Elektrotechnikers Karl Graf. Hans Munz verstarb im März 2013 in seinem 97. Lebensjahr in Amriswil.

### Politischer Werdegang
Der der Freisinnig-Demokratischen Partei beigetretene Hans Munz nahm seit 1956 Einsitz im Thurgauer Grossen Rat, dort galt sein Engagement besonders Spitals- und Steuerfragen, 1972 schied er aus. 1967 wählte ihn das Volk in den Ständerat, dem er zusätzlich zwischen 1976 und 1977 als Präsident vorstand, 1983 trat er zurück. Überdies fungierte Hans Munz von 1960 bis 1968 als Präsident der FDP des Kantons Thurgau sowie als Sekretär des Thurgauer Detaillistenverbands.
Hans Munz hatte zudem Einsitz in zahlreichen Verwaltungsräten. So übte Munz während der Sanierungsphase in den 1970er- sowie frühen 1980er-Jahren das Amt des Verwaltungsratspräsident bei der Saurer AG in Arbon aus. Nachdem es ihm nicht gelungen war die Lastwagenproduktion aufrechtzuerhalten, weswegen er ins Kreuzfeuer der Kritik geraten war, erklärte er 1983 seinen Rücktritt aus der Politik und Wirtschaft.